# Planeta 51
Planeta 51 (titlu original: Planet 51) este un film 3D de animație din anul 2009 produs de studioul Ilion Animation Studios și lansat de Sony Pictures Releasing.